# Rue Crémieux
Rue Crémieux är en gågata i Quartier des Quinze-Vingts i Paris tolfte arrondissement. Gatan är uppkallad efter den fransk-judiske juristen och politikern Adolphe Crémieux (1796–1880). Rue Crémieux börjar vid Rue de Bercy 228 och slutar vid Rue de Lyon 19.
Rue Crémieux är känd för sina pastellfärgade byggnader.

## Bilder
| - Gatuskylt. - Byggnader vid Rue Crémieux. - Byggnader vid Rue Crémieux. |

## Omgivningar
- Notre-Dame-de-la-Nativité de Bercy
- Saint-Antoine-des-Quinze-Vingts
- Saint-Éloi
- Cour d'Alger
- Square Jean-Morin
- Jardin de Reuilly–Paul-Pernin
- Place Moussa-et-Odette-Abadi
- Square Eugène-Thomas

## Kommunikationer
- Tunnelbana – linje  – Quai de la Rapée